# Les Blessures assassines
Les Blessures assassines è un film del 2000 diretto da Jean-Pierre Denis, in cui viene narrata la vicenda di cronaca nera di Christine e Léa Papin.

## Premi e riconoscimenti
- Premi César 2001: migliore promessa femminile (Sylvie Testud)
- Festival di Mons 2001: miglior interpretazione femminile (Sylvie Testud e Julie-Marie Parmentier)